# Trophée des champions 2005
La Supercoppa di Francia 2005 (ufficialmente Trophée des champions 2005) è stata la ventinovesima edizione della Supercoppa di Francia, la decima organizzata dalla Ligue de Football Professionnel.
Si è svolta il 27 luglio 2005 allo Stadio Abbé-Deschamps di Auxerre tra l'Olympique Lione, vincitore della Ligue 1 2004-2005, e l'Auxerre, vincitore della Coppa di Francia 2004-2005.
A conquistare il titolo è stato l'Olympique Lione che ha vinto per 4-1 con reti di Hatem Ben Arfa su rigore e tripletta di John Carew.

## Partecipanti
| Squadre         | Qualificazione                             | Partecipazioni precedenti (il grassetto indica la vittoria) |
| --------------- | ------------------------------------------ | ----------------------------------------------------------- |
| Olympique Lione | Vincitore della Ligue 1 2004-2005          | 5 (1967, 1973, 2002, 2003, 2004)                            |
| Auxerre         | Vincitore della Coppa di Francia 2004-2005 | 1 (2003)                                                    |

## Tabellino
| Arbitro: | Vileo |

|           |           |                                      |
| Mathis 8’ | Marcatori | 1’ (rig.) Ben Arfa 33’ 67’ 72’ Carew |

| Auxerre | O. Lione |

### Formazioni
| Auxerre:        |    |                       |  |     |
|                 |    |                       |  |     |
| P               | 1  | Fabien Cool           |  |     |
| D               | 2  | Johan Radet           |  | 62’ |
| D               | 34 | Baptiste Martin       |  | 74’ |
| D               | 12 | Jean-Pascal Mignot    |  |     |
| D               | 3  | Jean-Sébastien Jaurès |  |     |
| C               | 18 | Lionel Mathis         |  | 62’ |
| C               | 10 | Thomas Kahlenberg     |  |     |
| C               | 6  | Philippe Violeau (c)  |  |     |
| C               | 7  | Benoît Cheyrou        |  |     |
| A               | 28 | Romain Poyet          |  |     |
| A               | 9  | Luigi Pieroni         |  |     |
| A disposizione: |    |                       |  |     |
| P               | 30 | Baptiste Chabert      |  |     |
| D               | 5  | René Bolf             |  | 74’ |
| D               | 29 | Bacary Sagna          |  | 62’ |
| C               | 11 | Kanga Akalé           |  | 62’ |
| A               | 31 | Kevin Lejeune         |  |     |
| Allenatore:     |    |                       |  |     |
| Jacques Santini |    |                       |  |     |

| Olympique Lione: |    |                   |  |     |
|                  |    |                   |  |     |
| P                | 1  | Grégory Coupet    |  |     |
| D                | 5  | Cláudio Caçapa    |  |     |
| D                | 15 | Lamine Diatta     |  | 81’ |
| D                | 24 | Sylvain Monsoreau |  |     |
| D                | 23 | Jérémy Berthod    |  |     |
| C                | 6  | Jérémy Clément    |  |     |
| C                | 26 | Benoît Pedretti   |  | 60’ |
| C                | 18 | Hatem Ben Arfa    |  |     |
| A                | 13 | Pierre-Alain Frau |  |     |
| A                | 14 | Sidney Govou (c)  |  | 52’ |
| A                | 9  | John Carew        |  | 72’ |
| A disposizione:  |    |                   |  |     |
| P                | 30 | Rémy Vercoutre    |  |     |
| D                | 3  | Cris              |  |     |
| C                | 7  | Mahamadou Diarra  |  | 60’ |
| C                | 10 | Florent Malouda   |  | 52’ |
| A                | 11 | Nilmar            |  | 72’ |
| Allenatore:      |    |                   |  |     |
| Gérard Houllier  |    |                   |  |     |